# Xoanotrephus
Xoanotrephus is een kevergeslacht uit de familie van de boktorren (Cerambycidae). De wetenschappelijke naam van het geslacht werd voor het eerst geldig gepubliceerd in 1989 door Hüdepohl.

## Soorten
Xoanotrephus is monotypisch en omvat slechts de volgende soort:
- Xoanotrephus v-signatus Hüdepohl, 1989